# Park Yeol

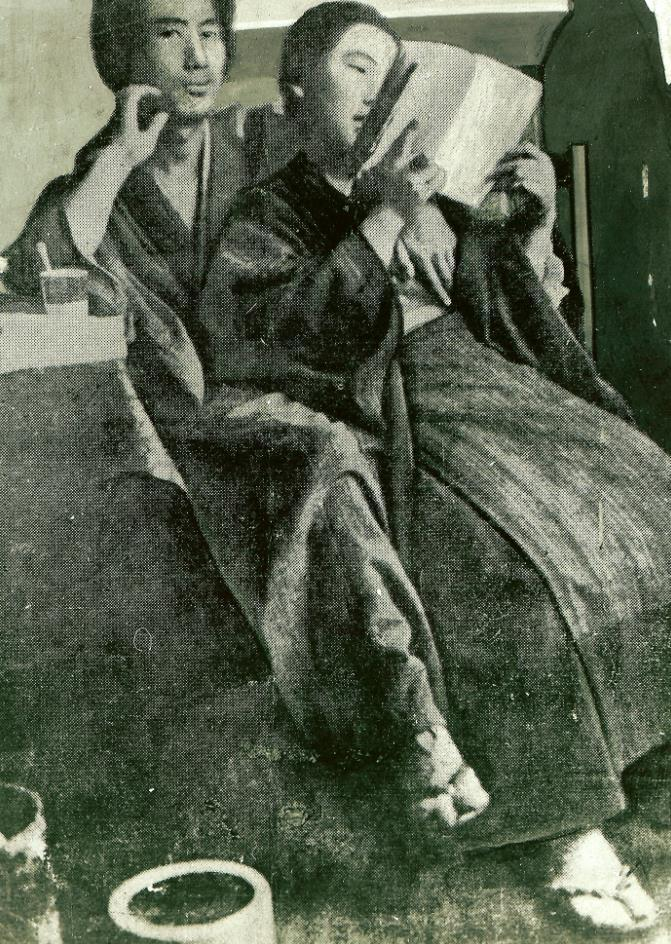
Park et son amante Fumiko Kaneko.

Park Yeol (박열) (12 mars 1902 - 17 janvier 1974, né Park Jun-sik (박준식)) est un anarchiste et militant indépendantiste coréen qui fut condamné pour haute trahison au Japon pour avoir comploté contre la famille impériale japonaise.

## Biographie
Park est né à Mungyeong dans la province du Gyeongsang du Nord de l'Empire coréen. Il étudie au lycée à Séoul avant d'être forcé de quitter la Corée en 1919 en raison de soupçons de participation au soulèvement du 1er Mars.  À Tokyo où il s'est installé pour poursuivre ses études, il rencontre d'autres étudiants pro-indépendance avec qui il forme son propre groupe anarchiste appelé « Les Hors-la-loi » (不逞社, Futeisha). Ce nom est une satire de la façon dont les Coréens sont alors considérés par les autorités japonaises comme des fauteurs de troubles et le surnomment Futei senjin (不逞鮮人), ou le « Coréen indiscipliné ». L'un des membres notables du groupe est Fumiko Kaneko avec qui il commence une liaison.
Park est arrêté sans preuves le 2 septembre 1923 au lendemain du séisme de Kantō de 1923. Deux jours plus tard, Kaneko est également arrêtée par la police. Sur la base de quelques minces preuves, ils sont finalement jugés pour haute trahison pour avoir prévu de mener une attaque à la bombe lors du mariage du prince héritier Hirohito. Les deux sont jugés coupables et condamnés à mort le 25 mars 1926 mais leurs sentences sont commuées en perpétuité par l'empereur Shōwa. Kaneko meurt en prison le 23 juillet 1926, s'étant officiellement suicidée.
Après 22 années passées en prison, Park est libéré en octobre 1945. Il retourne en Corée en 1949. En 1950, il est capturé par l'armée nord-coréenne. Il meurt le 17 janvier 1974 en Corée du Nord.
En 1990, il reçoit à titre posthume la médaille de l'Ordre du mérite national, en hommage à sa contribution.
Dans sa ville natale, Mungyeong, un mémorial le commémorant a été inauguré le 9 octobre 2012. À côté du mémorial se trouve le mausolée de Fumiko Kaneko.

## Cinéma
Il est interprété par l'acteur Lee Je-hoon dans le film de 2017 Anarchist from Colony.